# Marco Vinco
Marco Vinco (Verona, 2 febbraio 1977) è un basso-baritono italiano.

## Biografia
Nasce a Verona nel 1977, studia canto privatamente con lo zio Ivo Vinco e si diploma con lode presso il Conservatorio Lucio Campiani di Mantova. Consegue laurea a pieni voti in Giurisprudenza e Master in Imprenditoria dello Spettacolo presso l'Università di Bologna.
Interprete principale di ruoli rossiniani e mozartiani presso teatri e festival internazionali tra cui la Royal Opera House Covent Garden di Londra, l'Opéra National di Parigi, il Teatro Real di Madrid, il Liceu di Barcellona, la Deutsche Oper di Berlino, la Semperoper di Dresda, la Staatsoper di Vienna, il Festival di Salisburgo, l'Opera di San Francisco, il Nuovo teatro nazionale di Tokyo, e, in Italia, il Teatro alla Scala di Milano, il Rossini Opera Festival di Pesaro, il Teatro del Maggio Musicale Fiorentino, il Gran Teatro La Fenice di Venezia, il Teatro dell'Opera di Roma, il Teatro San Carlo di Napoli,  e la Fondazione Arena di Verona.
Ha collaborato con direttori d’orchestra quali Daniele Gatti, Gianluigi Gelmetti, Nicola Luisotti, Zubin Mehta, Marc Minkowski, Riccardo Muti, Alberto Zedda, Daniel Oren e con registi come Robert Carsen, Dario Fo, Franco Zeffirelli, Mario Martone, Pier Luigi Pizzi, Hugo de Ana, Gigi Proietti, Luca Ronconi, Toni Servillo, Gabriele Lavia, Moni Ovadia.
Specializzato nel repertorio di Rossini, ha interpretato titoli quali La pietra del paragone (Conte Asdrubale), L'italiana in Algeri (Mustafà), Matilde di Shabran (Aliprando), Adina (Il Califfo), Il turco in Italia (Selim), La Cenerentola (Dandini e Alidoro), Il viaggio a Reims (Lord Sidney), L'equivoco stravagante (Buralicchio), Zelmira (Polidoro), L'inganno felice (Batone), Il barbiere di Siviglia (Don Basilio). Ha inoltre cantato in tutti i ruoli protagonisti della trilogia di Da Ponte/Mozart: il ruolo del titolo e Leporello in Don Giovanni, Figaro e il Conte ne Le nozze di Figaro, Guglielmo e Don Alfonso in Così fan tutte.
Attivo anche in campo concertistico ha interpretato la Paukenmesse di Franz Joseph Haydn, la Messa n.3 di Anton Bruckner, la Passione e Morte di Gesù Cristo di Antonio Salieri, la Petite Messe Solennelle e lo Stabat Mater di Rossini, la IX Sinfonia di Beethoven, i Requiem di Mozart e di Verdi.

## Incarichi
Da Ottobre 2016 è Presidente dell'Accademia Salieri di Legnago, e dal Dicembre 2018 è Direttore del Polo Nazionale Artistico - Verona Accademia per l'Opera Italiana, nato nel 2008 su iniziativa del MIUR-AFAM.

## Repertorio
| Ruolo                   | Titolo                       | Autore         |
| ----------------------- | ---------------------------- | -------------- |
| Conte Rodolfo           | La sonnambula                | Bellini        |
| Oroveso                 | Norma                        | Bellini        |
| Sir Giorgio             | I puritani                   | Bellini        |
| Escamillo               | Carmen                       | Bizet          |
| Le Blonde               | Il ritorno di Don Calandrino | Cimarosa       |
| Conte Fanfaluchi        | Il marito disperato          | Cimarosa       |
| Enrico VIII             | Anna Bolena                  | Donizetti      |
| Belcore Dulcamara       | L'elisir d'amore             | Donizetti      |
| Don Alfonso d'Este      | Lucrezia Borgia              | Donizetti      |
| Giorgio Talbot          | Maria Stuarda                | Donizetti      |
| Lamberto                | Pia de' Tolomei              | Donizetti      |
| Argante                 | Rinaldo                      | Händel         |
| Dorval                  | Il burbero di buon cuore     | Martín y Soler |
| Doristo                 | L'arbore di Diana            | Martín y Soler |
| Moine Pentre            | Le Jongleur de Nôtre Dame    | Massenet       |
| Aladino                 | Il Crociato in Egitto        | Meyerbeer      |
| Nardo                   | La finta giardiniera         | Mozart         |
| Conte d'Almaviva Figaro | Le nozze di Figaro           | Mozart         |
| Don Giovanni Leporello  | Don Giovanni                 | Mozart         |
| Don Alfonso Guglielmo   | Così fan tutte               | Mozart         |
| Publio                  | La clemenza di Tito          | Mozart         |
| Nardone                 | La poetessa idrofoba         | Pacini         |
| Berto                   | Un avvertimento ai gelosi    | Pavesi         |
| Colline                 | La bohème                    | Puccini        |
| Cesare Angelotti        | Tosca                        | Puccini        |
| Timur                   | Turandot                     | Puccini        |
| Buralicchio             | L'equivoco stravagante       | Rossini        |
| Batone                  | L'inganno felice             | Rossini        |
| Blansac                 | La scala di seta             | Rossini        |
| Conte Asdrubale         | La pietra del paragone       | Rossini        |
| Orbazzano               | Tancredi                     | Rossini        |
| Mustafà                 | L'italiana in Algeri         | Rossini        |
| Selim                   | Il turco in Italia           | Rossini        |
| Don Basilio             | Il barbiere di Siviglia      | Rossini        |
| Elmiro                  | Otello                       | Rossini        |
| Alidoro Dandini         | La Cenerentola               | Rossini        |
| Il Califfo              | Adina                        | Rossini        |
| Aliprando               | Matilde di Shabran           | Rossini        |
| Polidoro                | Zelmira                      | Rossini        |
| Lord Sidney             | Il viaggio a Reims           | Rossini        |
| Don Ruy Gomez de Silva  | Ernani                       | Verdi          |
| Ramfis                  | Aida                         | Verdi          |

## Discografia (parziale)

### CD

#### Opere
| Anno | Titolo Ruolo                           | Cast                                                  | Direttore           | Etichetta              |
| ---- | -------------------------------------- | ----------------------------------------------------- | ------------------- | ---------------------- |
| 2002 | La pietra del paragone Conte Asdrubale | Carmen Oprisanu, Raúl Giménez, Pietro Spagnoli        | Carlo Rizzi         | Rossini Opera Festival |
|      | L'equivoco stravagante Buralicchio     | Petia Petrova, Dario Schmunck, Marco di Felice        | Alberto Zedda       | Naxos Records          |
| 2003 | Zelmira Polidoro                       | Elizabeth Futral, Antonino Siragusa, Bruce Ford       | Maurizio Benini     | Opera Rara             |
| 2004 | Matilde di Shabran Aliprando           | Juan Diego Flórez, Annick Massis, Bruno de Simone     | Riccardo Frizza     | Decca                  |
|      | Pia de' Tolomei Lamberto               | Majella Cullagh, Roberto Servile, Manuela Custer      | David Parry         | Opera Rara             |
| 2005 | L'inganno felice Batone                | Corinna Mologni, Kenneth Tarver, Lorenzo Regazzo      | Alberto Zedda       | Naxos Records          |
| 2006 | L'italiana in Algeri Mustafà           | Marianna Pizzolato, Maxim Mironov, Bruno de Simone    | Donato Renzetti     | Dynamic                |
| 2007 | Il Crociato in Egitto Aladino          | Michael Maniaci, Patrizia Ciofi, Laura Polverelli     | Emmanuel Villaume   | Naxos Records          |
|      | Il turco in Italia Selim               | Alessandra Marianelli, Andrea Concetti, Filippo Adami | Antonello Allemandi | Dynamic                |
| 2009 | L'arbore di Diana Doristo              | Laura Aikin, Michael Maniaci, Ainhoa Garmendia        | Harry Bicket        | Dynamic                |

### DVD
| Anno | Titolo Ruolo                           | Cast                                                  | Direttore                      | Etichetta        |
| ---- | -------------------------------------- | ----------------------------------------------------- | ------------------------------ | ---------------- |
| 2006 | La Cenerentola Dandini                 | Sonia Ganassi, Antonino Siragusa, Alfonso Antoniozzi  | Renato Palumbo                 | TDK              |
|      | L'italiana in Algeri Mustafà           | Marianna Pizzolato, Maxim Mironov, Bruno de Simone    | Donato Renzetti                | Dynamic          |
|      | L'Italiana in Algeri Mustafà           | Christianne Stotijn, Maxim Mironov, Giorgio Caoduro   | Riccardo Frizza                | Bel Air Classics |
| 2007 | Il Crociato in Egitto Aladino          | Michael Maniaci, Patrizia Ciofi, Laura Polverelli     | Emmanuel Villaume              | Naxos Records    |
|      | La pietra del paragone Conte Asdrubale | Marie-Ange Todorovitch, Raúl Giménez, Pietro Spagnoli | Alberto Zedda                  | Naxos Records    |
| 2008 | L'equivoco stravagante Buralicchio     | Marina Prudenskaja, Bruno de Simone, Dmitry Korchak   | Umberto Benedetti Michelangeli | Dynamic          |
| 2009 | L'arbore di Diana Doristo              | Laura Aikin, Michael Maniaci, Ainhoa Garmendia        | Harry Bicket                   | Dynamic          |